# الیاس بونین
الیاس بونین (انگلیسی: Elias Bonine;  ۱۸۴۳ – ۱۹۱۶) عکاس اهل ایالات متحده آمریکا بود که به خاطر پرتره‌هایش از سرخ‌پوستان قرن نوزدهم آمریکا شهرت پیدا کرد.

## زندگی‌نامه
بونین در حدود سال ۱۸۴۳ در لنکستر، پنسیلوانیا به دنیا آمد. بونین دو برادر داشت به نام‌های رابرت اتکینسون بونین (۱۸۳۶-۱۹۱۲) و آرچیبالد فرانکلین بونین (۱۸۴۶-۱۹۰۷)  که هر دو عکاس بودند. او در سال ۱۸۴۸ مدرک جمجمه‌شناسی از مدرسه‌ای به نام «کلاس حرفه‌ای در جمجمه‌شناسی عملی» در شهر نیویورک داشت. بونین یک عکاس پرکار بود که از مردم بومی آمریکای شمالی عکس می‌گرفت که اغلب عکس‌هایش را در صحنه بود. او در اوایل در قالب کارت ویزیت (سی‌دی‌وی) کار می‌کرد. کار او با مردم‌شناسان و عکاسان نظرسنجی دولتی متفاوت بود، زیرا مخاطبان مورد نظر او عموم مردم بودند. او در سال ۱۸۷۶ به کالیفرنیا نقل مکان کرد و در سال ۱۹۱۶ در پاسادینا، کالیفرنیا درگذشت.
آثار او در مجموعه‌های موزه هنر آمریکایی اسمیتسونیان، موزه جی. پال گتی، و موزه هنرهای زیبا، هیوستون گنجانده شده است.